# ابیوردی
ابیوردی یا به گویش محلی بُلوردی، یکی از محله‌های قدیمی و تاریخی شهر شیراز است که در شمال غربی این شهر و بر بلوار شهید چمران واقع شده است. این محله با قدمتی چند صد ساله به مرور زمان به یکی از نقاط شناخته شده و پر جمعیت شهر تبدیل شده است. بافت محله، ترکیبی از کوچه‌های باریک و پله ای و خانه‌هایی با معماری قدیمی است که حال و هوای گذشته را زنده نگه داشته و بخشی از هویت فرهنگی شیراز به‌شمار می‌رود. اهالی محله، بسیاری‌شان نسل به نسل در همین کوچه‌ها بزرگ شده‌اند و خاطرات مشترک زیادی دارند. ابیوردی نه تنها محله‌ای برای زندگی، بلکه گنجینه‌ای زنده از تاریخ مردمی و معماری بومی شیراز است. هرچند این عناصر سنتی این روزها در سایهٔ ساختمان‌های نوساز، رفته‌رفته کم‌رنگ می‌شوند.

## تاریخچه
ایل ابیوردی یکی از طوایف کهن ایرانی است که ریشه‌ای تاریخی و فرهنگی عمیق در منطقه خراسان و فارس دارد. نام «ابیوردی» برگرفته از «ابیورد» (Abiward یا Abivard) است، شهری باستانی در خراسان قدیم که امروز در ترکمنستان قرار دارد. بسیاری از مردمان این ایل در دوره‌های مختلف تاریخی، به دلایل سیاسی، اقتصادی یا امنیتی، از خراسان به مناطق مرکزی و جنوبی ایران کوچ کردند.

## پیشینه حضور در شیراز
حضور ابیوردی‌ها در شیراز به دوره‌های زندیه و به‌ویژه قاجاریه بازمی‌گردد؛ زمانی که تحولات سیاسی، مهاجرت‌های قومی و گسترش دستگاه دیوانی موجب جابه‌جایی و اسکان طوایف مختلف در شهرهای مهم ایران، از جمله شیراز، شد. خاندان‌های ابیوردی که اصالتاً از نواحی ابیورد در خراسان بزرگ کوچ کرده بودند، در مسیر مهاجرت خود در مناطقی چون آذربایجان، چهارمحال و کرمان سکونت گزیدند و در نهایت، گروهی از آنان به شیراز رسیدند. این گروه با گذشت زمان و تثبیت جایگاه اجتماعی خود، در بافت مرکزی شیراز ساکن شدند و محله‌ای را بنیاد نهادند که بعدها به نام «محلهٔ ابیوردی» شناخته شد..
در سال ۱۲۹۳ هجری قمری والی فارس معتمد الدوله فرهاد میرزا به ابیوردی‌ها که اکثر مردان این طایفه عضو توپخانه فارس بودند پیشنهاد می‌دهد که در محل کنونی سکونت کنند. وی بعد از بازگشت به دارالحکمه، حاج میرزا حسین ترک معروف به ایرونی مالک بخش وسیعی از همین منطقه ابیوردی را احضار می‌کند و اجازه سکونت ابیوردی‌ها در این محل را از وی می‌گیرد در این خصوص قباله‌ها نوشته می‌شود و سند را به نام چهار نفر می‌نویسند که عبارتند از مشهدی میرزا آقا، حاج پیرعلی، حاج خیرعلی و حاج نورعلی سلطان
مظفر قهرمانی ابیوردی در کتاب نخست خود یعنی کتاب از باورد یا ابیورد خراسان تا ابیورد یا ابوالورد فارس، دربارهٔ تاریخ محلهٔ ابیوردی شیراز، اقوام، اشخاص و فامیل‌های محلهٔ ابیوردی سخن گفته است.
استاد سید محمد علی جمالزاده، نویسنده پرآوازهٔ ایرانی، در این کتاب به تقدیر و تمجید از مظفر قهرمانی ابیوردی می‌پردازد.
فصل‌های این کتاب به ترتیب مقابل است: مقدمه به قلم استاد جمالزاده، شرح زندگی نگارنده، باورد تا ابیورد، کانون ایدآلیستی خراسان، ترک ایل، نادرشاه افشار، ابیورد یا ابوالورد شیراز، خصوصیات ابیوردی‌ها، فامیل‌های ابیوردی، مناصب و مدارج تحصیلی، قشقایی‌ها، روسای قشقایی، طوایف و تیره‌های قشقایی

## قشقایی یا اینانلو؟
برخلاف باور عمومی، طایفه ابیوردی از ایل اینانلو و خمسه به‌شمار می‌آید و نه از ایل قشقایی. ریشه‌های تاریخی ایل اینانلو به قبایل ترک تبار ترکستان بازمی‌گردد که بسیار پیش از حمله مغول به ایران در سده هفتم هجری و حتی پیش از تشکیل اتحاد ایلات قشقایی، در نواحی گسترده‌ای از جنوب ایران از جمله مناطق بختیاری و فارس سکونت داشته‌اند. از قرن هفدهم تا اوایل قرن نوزدهم میلادی، مسئولیت ضابطی و اداره ایل اینانلو در اختیار خاندان‌های ابیوردی قرار داشت. منابع تاریخی از مهرخان فرزند رحیم‌خان، به‌عنوان آخرین شخصیت برجسته از این طایفه در مقام ضابطی ایل اینانلو یاد کرده‌اند. در دهه‌های بعد، بخش بزرگی از ابیوردی‌ها به زندگی یکجانشینی و شهرنشینی روی آوردند و در مناطقی چون شیراز ساکن شدند. در مقابل، شماری از این طایفه که همچنان شیوه زندگی کوچ‌نشینی را ترجیح دادند، با فرمان سرلشکر شیبانی تحت تابعیت اداری ایل قشقایی درآمدند و به‌عنوان خراج‌گزار آن ایل معرفی شدند. این وابستگی، بیشتر جنبه نظامی و سیاسی داشت و ارتباطی به اصالت قومی و تبار آن‌ها نداشت. بر این اساس، طایفه ابیوردی از منظر تبارشناسی و تاریخ اجتماعی، بخشی از ایل اینانلو محسوب می‌شود و هویت فرهنگی و تاریخی آن‌ها در پیوند با ترک‌ها و قبایل پیشاقشقایی جنوب ایران تعریف می‌گردد. صفحه ابیوردی پیک

## لهجه ترکی ابیوردی
لهجهٔ ترکی ابیوردی، که توسط ساکنان ابیوردی در شیراز تکلم می‌شود، ویژگی‌های خاص و منحصر به فردی دارد که آن را از دیگر لهجه‌های ترکی در شیراز متمایز می‌کند. این لهجه برخلاف بسیاری از گویش‌های ترکی که تحت تأثیر زبان آذربایجانی قرار گرفته‌اند، بیشتر به زبان ترکی خراسانی شباهت دارد و در واقع یکی از گویش‌های خاص این گروه زبانی است. ساکنان ابیوردی که ریشه‌های تاریخی و قومی خود را از منطقهٔ ابیورد در خراسان بزرگ (در نزدیکی مرز ترکمنستان امروزی) دارند، این لهجه را به‌طور سنتی حفظ کرده‌اند. لهجهٔ ترکی ابیوردی ویژگی‌هایی از زبان ترکی خراسانی را در خود دارد و بسیاری از ویژگی‌های آوایی، واژگانی، و دستوری آن مشابه لهجه‌های ترکی در مناطق خراسان مانند قوچان، درگز، و بجنورد است. علاوه بر این، تماس این لهجه با زبان فارسی و محیط فرهنگی شیراز، باعث بروز تغییراتی در واژگان و ساختارهای دستوری آن شده است. در زمینهٔ مطالعهٔ لهجهٔ ترکی ابیوردی، یکی از مهم‌ترین آثار تحقیقاتی توسط پرفسور عثمان ندیم تونا، زبان‌شناس برجستهٔ، به نگارش درآمده است. مقالهٔ مفصل ایشان با عنوان «ابیوردی: ایراندا بیر ترک دییالکتی» در ۳۱ صفحه، به بررسی دقیق ویژگی‌ها و خصوصیات این لهجه می‌پردازد. این مقاله نخستین بار در مجله‌های زبان‌شناسی منتشر شد و در آن، تونا به تفاوت‌های زبان‌شناسی ترکی ابیوردی با دیگر لهجه‌های ترکی در ایران پرداخته و به‌ویژه به شباهت‌های آن با ترکی خراسانی اشاره کرده است. ترجمهٔ خلاصه‌ای از این مقاله در کتاب «سیری در تاریخ زبان و لهجه‌های ترکی» نوشتهٔ دکتر جواد هئیت نیز منتشر شده است. در این کتاب، دکتر هئیت به‌طور مفصل به تاریخچهٔ زبان‌های ترکی و ویژگی‌های لهجه‌های مختلف آن در ایران پرداخته و در کنار بررسی ترکیب‌های زبانی و فرهنگی، به نقش مهمی که ترکی ابیوردی در این فرایند ایفا کرده، اشاره می‌کند. لهجهٔ ترکی ابیوردی به‌عنوان بخشی از تاریخ زبان ترکی در ایران، اهمیت زیادی دارد و مطالعهٔ آن می‌تواند به فهم بهتر فرآیندهای زبان‌شناسی در مناطق مرزی و تماس‌های زبانی میان گویش‌های مختلف کمک کند.[۱] صفحه ابیوردی پیک

## امکانات رفاهی
ابیوردی با برخورداری از مجموعه‌ای متنوع از خدمات عمومی و رفاهی، به‌عنوان یکی از منطقه‌های برخوردار و مجهز شهر شیراز شناخته می‌شود. این محله با دارا بودن دبستان ابیوردی، دبستان اسدالله پروا، دبیرستان فرهنگ، دبستان شهید محمد پرند، دبیرستان کوشش، مجتمع آموزشی فرهنگیان، دبیرستان شهید معزی، مدرسه تحصیل از راه دور و راهنمایی شهید جعفری، دانشکده توانبخشی، مسجد جامع و حسینیه ابیوردی، پاسخگوی نیازهای آموزشی و مذهبی ساکنان خود است. همچنین، وجود اداره ثبت احوال، دادسرای ابیوردی، اداره آموزش و پرورش ناحیه، زمین چمن و زمین والیبال ابیوردی، استخر ابیوردی، پارک محله ابیوردی، سالن ورزشی رضوان و مرکز ترویج شهروندی طلوع ابیوردی، فضای شهری و اجتماعی مناسبی برای زندگی سالم و فعال شهروندان فراهم کرده است. از نظر خدمات فرهنگی و ورزشی، کانون ورزشی و پرورش فکری دوکوهکی نقش مؤثری در رشد و توسعهٔ نوجوانان و جوانان محله دارد. در حوزه سلامت نیز نزدیکی به درمانگاه امیدرضا سهامی و بیمارستان مادر و کودک و اعصاب و روان حافظ، از امتیازات قابل توجه این منطقه به‌شمار می‌آید. علاوه بر این، دسترسی به شبکه گسترده‌ای از بانک‌ها مانند شعبه مرکزی بانک ملت، بانک دی، توسعه تعاون، صادرات، تجارت، شهر، سپه و ملی، محله ابیوردی را به یک مرکز خدمات مالی قابل اتکا تبدیل کرده است. در مجموع، ابیوردی با این سطح از زیرساخت‌ها و خدمات، چهره‌ای از یک شهرک کامل و خودکفا بر بام شیراز را به نمایش می‌گذارد.[ابیوردی پیک]

## رودخانه خشک

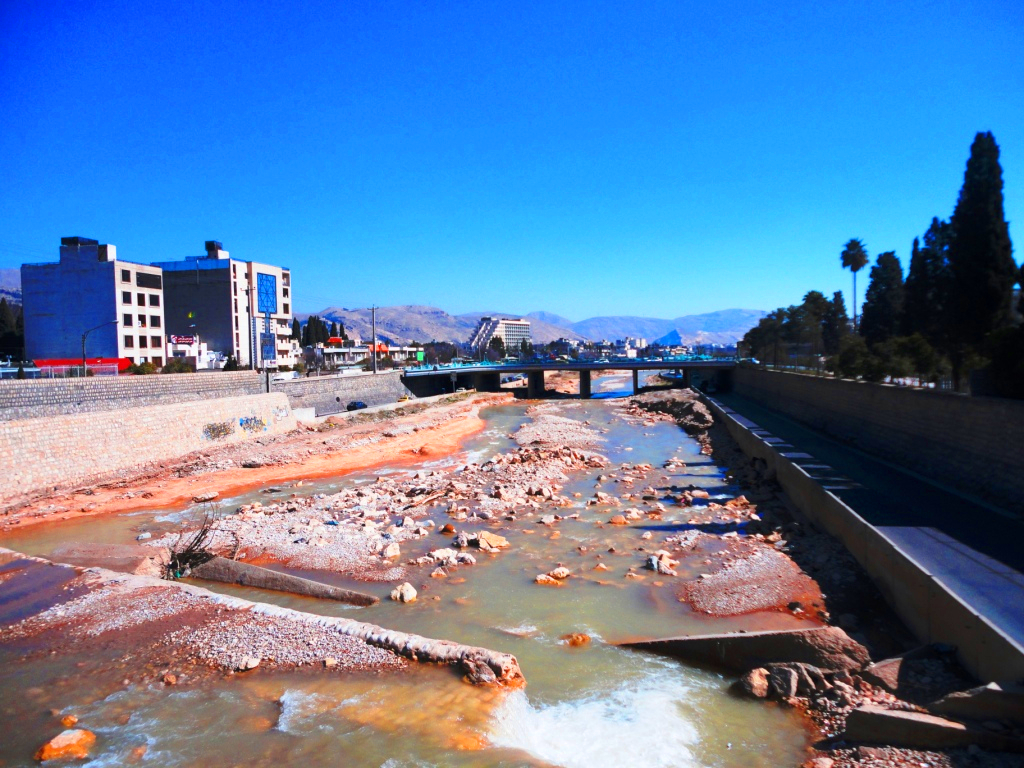
رودخانه خشک

رودخانه خشک شیراز یا هفت پیلی یک رودخانه فصلی است که از ملحق شدن آب دو قنات نهراعظم و چنار سوخته تشکیل شده و پس از عبور از شهر شیراز به سمت جنوب شرقی حوضه خود متمایل شده و به دریاچه مهارلو می‌ریزد. حوضه آبریز رودخانه خشک به فرم کشیده و در جهت شمال غرب به جنوب شرق است و یکی از زیرحوضه‌های دریاچه مهارلو محسوب می‌شود. این رودخانه به صورت قطری از وسط شهر شیراز و روبروی ابیوردی می‌گذرد و گویی شهر را به دو نیم تقسیم کرده است. برای عبور از روی این رودخانه در ابیوردی، پل‌های متعددی بر روی آن نصب شده است که معروفترین آن‌ها عبارت‌اند از: پل نمازی، پل زرگری